# Робинсон, Кристи
Кристофер Пол Робинсон (англ. Christopher Paul Robinson; 1902, Дублин, Ирландия — 21 февраля 1954, Дувр, Кент, Великобритания), более известный как Кристи Робинсон (англ. Christy Robinson) — ирландский футболист, полузащитник.

## Клубная карьера
На клубном уровне выступал за столичный клуб «Богемиан». В сезоне 1922/23 забил в чемпионате 14 голов, став лучшим бомбардиром команды. В следующем сезоне забил на два гола меньше, уступив титул лучшего бомбардира лиги и клуба Дэйву Робертсу с 20 голами. В том же сезоне вместе с командой взял первое чемпионство в истории клуба и первый Трофей Ирландской лиги. На следующий год взял серебро лиги. В сезоне 1926/27 взял бронзовую медаль. В следующем сезоне с командой сделал требл, выиграв чемпионат, Кубок Ирландии, Кубок Лейнстера и Трофей Ирландской лиги. В сезоне 1929/30 выиграл третье и последнее чемпионство с клубом.

## Карьера в сборной
В 1924, после пробной игры, Робинсон был включен в заявку национальной сборной, отправившейся на VIII Летние Олимпийские игры в Париже. Робинсон был одним из шести игроков чемпионского «Богемиан», также отправившихся в Париж; другими пятью были Джек Маккарти, Берти Керр, Эрни Кроуфорд, Джон Томас и Джонни Мюррей. На самом турнире участия не принял. Во время проведения Олимпиады появился на поле в товарищеском матче со сборной Эстонии. Матч был организован и назначен на 3 июня, так как обе сборные уже выбыли из турнира. В самом матче забил второй гол своей команды, принеся победу (матч закончился со счётом 1:3).

## Личная жизнь
Родился в северной части Дублина в 1902 году. В 1904 году родился его брат Сэм, также футболист. Спустя год у мальчиков умер отец. В 1919 году, по достижении 17-летнего возраста, вступил в ряды ИРА. Участвовал в налёте на британских военных в 1920 году. Одним из подчинённых Робинсона был Кевин Барри, 20-летний юноша, схваченный британскими войсками и казнённый ими. Из-за невозможности совмещать полноценную службу и обыкновенную работу, после Гражданской войны покинул армию. Кроме брата, у Робинсона был племянник Чарли Бёрнс, выступавший за «Богемиан» в 1940-х.

## Достижения

### Клубные

#### «Богемиан»
- Чемпион Ирландии: 1923/24, 1927/28, 1929/30

- Вице-чемпион Ирландии: 1924/25, 1928/29

- Бронзовый призёр Ирландии: 1926/27

- Обладатель Трофея Ирландской лиги: 1923/24, 1927/28

- Обладатель Кубка Ирландии: 1927

- Победитель Лиги Лейнстера: 1921/22

### В сборной
- Олимпиада 1924 года: 1/4 финала

## Внешние ссылки
- Профиль игрока (англ.) на сайте Transfermarkt
- Профиль игрока на сайте Olympedia